# かぐや姫LIVE
『かぐや姫LIVE』（かぐやひめライヴ）は、第2期かぐや姫の2枚目のライブ・アルバムで、5枚目のアルバムである。

## 収録曲
1. うちのお父さん
作詞・作曲 南こうせつ
2. 僕の胸でおやすみ
作詞・作曲 山田つぐと
3. ペテン師
作詞 喜多条忠
作曲 伊勢正三
4. 加茂の流れに
作詞・作曲 南こうせつ
5. 君がよければ
作詞・作曲 山田つぐと
6. カリブの花
作詞 山田つぐと
作曲 南こうせつ
7. 22才の別れ
作詞・作曲 伊勢正三
8. 妹〜海
作詞 喜多条忠 水谷みゆき
作曲 南こうせつ 神山純
9. 星降る夜
作詞・作曲 南こうせつ
10. 置手紙
作詞・作曲 伊勢正三
11. 眼をとじて
作詞・作曲 山田つぐと
12. あの人の手紙
作詞 伊勢正三
作曲 南こうせつ
13. 神田川
作詞 喜多条忠
作曲 南こうせつ